# Canelita Medina
Rogelia Medina Romero (La Guaira; 6 de marzo de 1939 - 4 de julio de 2023) también conocida profesionalmente como Canelita Medina o simplemente Canelita, fue una artista musical venezolana. Ostenta los títulos de "La Sonera del Caribe" y "La Sonera de Venezuela" que le otorgaron diversos medios de comunicación. Fue una artista que se destacó en el género musical Son cubano, desde pequeña soñaba con ser cantante e imitaba a la legendaria sonera cubana Celia Cruz. Al pasar el tiempo ella entró en un programa radial de talentos en Radio Continente, ella con su extraordinaria voz logró llamar la atención de empresarios que estaban interesados por su gran talento y voz. Al pasar de los años Canelita logró tener mucho éxito nacional e internacionalmente hasta el día de su muerte el 4 de julio de 2023.

## Biografía
Nacida en La Guaira el 6 de marzo de 1939, fue sin duda alguna una de las máximas exponentes del “Son montuno”. Venezolana de pura cepa, y orgullo nacional, celebró cincuenta años de vida artística con un CD de colección. Definitivamente fue una de las más completas voces femeninas surgidas en Venezuela para interpretar ritmos como el son, las guajiras, los montunos y los boleros rítmicos, Canelita Medina -cuyo verdadero nombre es Rogelia Medina-, nació en el Puerto de La Guaira. Desde pequeña demostró sus aptitudes para el canto.
Sus inicios musicales a nivel profesional fueron con la “Sonora Caracas”, con la que se mantuvo durante siete años, a partir de 1957. Con esta agrupación, realizó su primera grabación titulada “Canelita”. Estuvo también con “Los Megatones de Lucho” y en “Los Caribes”, de Víctor Piñero, posteriormente a su actuación al lado de las “Estrellas Latinas” de La Guaira, Canelita se retiró del mundo de las presentaciones por un lapso de ocho años, hasta que el público volvió a encontrarla junto a Federico Betancourt en “Federico y su Combo Latino”, allí grabó su primer éxito: “Besos brujos”. Como solista Sin embargo, la contundencia musical de esta leyenda de nuestro país se conoció masivamente cuando decidida a ser solista, grabó el legendario álbum “Sones y guajiras”, un clásico de la
discografía venezolana. Allí estuvo incluida “Rosa roja”, así como “Yo no escondo a mi abuelita” y “Eso no es ná”, entre otros. Luego vendrían otros álbumes de los cuales destacaron temas de gran éxito como: “Quiéreme”, “Noche triunfal”, “Canto a La Guaira”, entre otros, hasta que el talentoso percusionista Carlos Emilio Landaeta "Pan con Queso" la convence a incorporarse a la experiencia musical del “Sonero Clásico del Caribe”, con el cual grabó dos discos, del que se convirtieron en éxito internacional canciones como “Tanto y tanto” y “Ta tá Candela”.
Por varios años, Canelita mantuvo su propia agrupación, con la cual cumplió innumerables presentaciones. Entre los
grandes a nivel internacional la popular sonera venezolana alternó en sus actuaciones con varias agrupaciones tales como :
La Orquesta América, la Orquesta Aragón, la Sonora Matancera, El Gran Combo de Puerto Rico, Los Hermanos Lebrón, las Estrellas de Fania, Richy Ray y Bobby Cruz, la Sonora Ponceña, Johnny Pacheco, Celia Cruz, Oscar D'León y José Mangual Jr. Sus presentaciones personales abarcaron numerosas ciudades venezolanas, así como diferentes países tales como Perú, Colombia, Costa Rica, Curazao, Aruba, Estados Unidos, México y Cuba. 
También asistió como invitada especial a innumerables festivales, en los que se destacan Festival de Salsa Internacional realizado en el Teatro Teresa Carreño; el Festival en homenaje a Benny Moré, el Festival del Son, realizadas en la ciudad de Santiago Cuba y Curazao respectivamente. Siempre activa y galardonada En los últimos años  trabajó con Andy Durán en innumerables presentaciones a nivel nacional e internacional y en diferentes conciertos realizados en el Aula Magna de la UCV, homenajeando a los grandes de la música latina como “La noche de Los Titos (Tito Rodríguez y Tito Puente) Tributo a La Fania All-Stars y a la gran Celia Cruz, del que se editó un disco en vivo titulado “Canelita y Andy Durán en concierto tributo a Celia Cruz”. 
Participó como invitada especial en el concierto de Oscar D'León realizado en el Aula Magna de la UCV, en la celebración de los 50 años acompañada por la Orquesta Sinfónica Municipal de Caracas, así como en el homenaje a Alfredo Sadel realizado en la Plaza de Las Mercedes y en esta oportunidad por la Orquesta Sinfónica Gran Mariscal de Ayacucho.
El 25 de diciembre de 2015 participa en una feria musical de cierre de año en la ciudad colombiana de Cali, junto con su hija Trina.

## Su hija
Canelita dio a luz a su única hija el 28 de febrero de 1960 en la ciudad de Caracas, cuyo nombre completo es Trina de Los Angeles Sojo Medina. Trina hereda de su madre la pasión y el gusto por la música.
Su portentosa voz la colocó al frente de la escena musical venezolana tras actuar como corista en varios temas que marcaron historia: uno al lado de Frank Quintero, “Mí no tiene con qué”, y tres conjuntamente con Yordano: “Robando Azules”, “Por estas calles y "Madera Fina". Pero, además del canto, Trina se mueve con facilidad por distintos ámbitos relacionados con el medio artístico, entre ellos la actuación, en la cual incursionó en el año 2004 al interpretar al personaje “Felicidad” en la producción dramática de Radio Caracas Televisión (RCTV), "Negra consentida", así como también en la gestión cultural, al desempeñarse durante 4 años como Subdirectora de Cultura de la Universidad Central de Venezuela (UCV).
Pero su actividad musical no se ha centrado sólo en el canto. También se ha dedicado a la producción al frente de su estudio de grabación, TM Producciones, así como a la composición. Además, Trina realizó la música de la película “Una abuela virgen”.
En una improvisada descarga musical con Luis Enrique y Tony Vega realizada en Puerto Rico, el ejecutivo de Sony Music, Ángel Carrasco, le propone un contrato de grabación que en 1995 se materializa con su primer trabajo como solista: “Trina Medina”. De este álbum se desprende el éxito "Tú me la pagarás".
El álbum, grabado en su totalidad en Puerto Rico, le ganó el respeto no sólo del medio musical, sino también del público y de la crítica especializada. Debido al éxito de esta placa, así como de “Entrega” grabada posteriormente con el mismo sello, una reconocida empresa mundial de bebidas espumantes la contrata para ser la voz de su campaña publicitaria en el mercado puertorriqueño. Fue tal su aceptación que deciden transmitirla en Miami y New York para el público latino. En esta época Trina comparte escenario con grandes orquestas y personalidades en Nueva York, entre ellas La Orquesta de la luz, El Gran Combo, Ismael Miranda, Cheo Feliciano y Willie Colón.

## Discografía
| Fecha | Producción Discográfica                              | Sello Disquero         |              |
| 196?  | Combo Iris                                           | Discomoda              |              |
| 196?  | La Bruja / La Sonora Caracas                         | Discomoda              |              |
| 1969  | Bésame Negro / Pedro J. Belisario Orquesta           | Philips                |              |
| 1971  | Soroso / Las Estrellas Latinas                       | Pyraphon Records       |              |
| 1974  | Las Estrellas Latinas                                | Suramericana Del Disco |              |
| 1976  | Ayer y Hoy / Federico y su Combo                     | Basf                   |              |
| 1977  | Mis Éxitos y Más / Federico y su Combo               | Basf                   |              |
| 1977  | Sabor / Federico y su Combo                          | Foca Records           |              |
| 1978  | Federico y Su Combo 78                               | Foca Records           |              |
| 1979  | El Maestro / Federico y su Orquesta                  | Fonobosa               |              |
| 1979  | Sones y Guajiras                                     | Foca Records           |              |
| 1980  | Sonero Clásico del Caribe                            | Foca Records           |              |
| 1980  | Sonero Clásico del Caribe & Canelita                 | Foca Records           |              |
| 1980  | Trae Candela                                         | Foca Records           |              |
| 1981  | Canelita                                             | Foca Records           |              |
| 1982  | Son... A mi manera                                   | CBS Records            |              |
| 1983  | Yo soy el son                                        | CBS Records            |              |
| 1984  | Lo que siento                                        | CBS Records            |              |
| 1986  | La experiencia y el Futuro / Naty y su Orquesta      | Combo Records          |              |
| 1988  | Bailable y con clase                                 | Foca records           |              |
| 1989  | Imagen Latina / El Trabuco Venezolano                | Producciones León      |              |
| 1995  | Canelita                                             | Recopilatorio          | Foca records |
| 1996  | Ayer y Hoy                                           | Recopilatorio          | Foca records |
| 2004  | Canelita y Andy Durán en concierto Tributo a Celia   | Obeso-pacanins         |              |
| 2005  | Sones y Guajiras                                     | Recopilatorio          | Foca records |
| 2006  | Salsa dura Descarga a Tribute To Fania               | Latin Town Music       |              |
| 2006  | Trina Medina En Vivo                                 | TM Producciones        |              |
| 2009  | Canelita Medina en vivo ...50 años de vida artística | TM Producciones        |              |

### Su último álbum
En el año 2008 recibe por la Gobernación del Estado Vargas la Orden Carlos Soublette en su Primera Clase Detalles de la producción
Comparada por los conocedores del género, con la grande de Cuba, Celia Cruz, y muchas veces superada en los comentarios que
coinciden en afirmar, que la nuestra tiene madera… ¡y de la fina!, Canelita nos regala un CD de colección, en el que se muestra
inmensa en todo el esplendor de su infinito talento. Título de la producción: "Canelita Medina… en vivo 50 años de vida artística" mediante el cual incluye temas musicales como: Besos brujos, El que se va no hace falta, Tanto y tanto, Quiéreme, Besos salvajes, Yo no escondo a mi abuelita, El cangrejo no tiene ná, La ruñidera, Soy Canela, El son de mi nación, Rosas rojas, La alborada, Una noche de Francia, Coco Seco y Eso no es ná. Dicha producci9n es realizada bajo el sello discográfico de TM Producciones (Trina Medina Producciones).